# Iván Silva (calciatore)
Iván Silva (Villa Gobernador Gálvez, 22 gennaio 1994) è un calciatore argentino, centrocampista del Zakynthos.

## Caratteristiche tecniche
È un centrocampista difensivo.

## Carriera
Ha giocato nella prima divisione argentina.